# Альдерано I Чибо-Маласпина
Альдерано I Чибо-Маласпина (итал. Alderano I Cybo-Malaspina; 22 июля 1690, Масса, герцогство Масса — 18 августа 1731, Масса) — представитель дома Чибо-Маласпина, герцог Массы и князь Каррары с 1715 года.

## Биография
Родился в Массе 22 июля 1690 года в семье герцога Карло II Чибо-Маласпина и герцогини Терезы, урождённой Памфили. После смерти отца стал пятым герцогом Массы и князем Каррары. Также носил титулы князя Священной Римской империи, шестого герцога Ферентилло (до 1730 года, когда он продал феод дону Николо Бендетти), пятого герцога Айелло, пфальцграфа Латеранского, барона Падули, суверенного сеньора Монеты и Авенцы, сеньора Лаго, Лагителло, Серры и Террати, римского барона, римского, генуэзского, пизанского, флорентийского, неаполитанского патриция, витербоского нобиля.
По соглашению, подписанному в Монтефьясконе 2 декабря 1715 года и ратифицированному в Риме в следующем году, он оставил свои владения и аллодиальные активы, расположенные в Неаполитанском королевстве и Папском государстве, своему брату, кардиналу Камилло Чибо.
В Милане 29 апреля 1715 года сочетался браком с Риччардой Гонзага (22.02.1698 — 24.11.1768), дочерью Камилло III Гонзага, восьмого графа Новеллары и Баньоло и графини Матильды, урождённой княжны д’Эсте из ветви князей Сан-Мартино-ин-Рио, принцессы Модены и Реджо.
Он не имел родных и двоюродных братьев, которые могли бы наследовать ему, не имел законных детей и бастардов, поэтому первые десять лет его семейной жизни были омрачены мыслями о пресечении династии и разделении родового феода. Наконец, в 1725 году у герцога родилась первая дочь, за которой вскоре появились ещё две дочери. Альдерано I не оставил наследника мужского пола. В 1731 году он скоропостижно скончался, став последним суверенном-мужчиной в доме Чибо-Маласпина.

### Потомство
В браке Альдерано I Чибо-Маласпина и Риччарды Гонзага родились три дочери:
- Мария Тереза Франческа (29.06.1725 — 25.12.1790), с 1731 года герцогиня Массы и княгиня Каррары, в 1741 году сочеталась браком с Эрколе III Ринальдо д’Эсте, герцогом Модены и Реджо;
- Мария Анна Матильда (10.04.1726 — 1797), в 1748 году вышла замуж за дона Орацио Альбани, князя Сориано-нель-Чимино, патриция Урбино и патриция Генуи;
- Мария Камилла (29.04.1728 — 1760), в 1755 году вышла замуж за дона Реставно Джоаккино ди Токко Кантельмо Стюарта, пятого принца Монтемилетто, пятого принца Петторано, титулярного князя Ахайи, десятого герцога Пополи, четвёртого герцога Сичиньяно и герцога Апиче, неаполитанского и венецианского патриция, испанского гранда первого класса.